# Kościół Wniebowzięcia Najświętszej Marii Panny w Prużanie
Kościół pw. Wniebowzięcia Najświętszej Marii Panny w Prużanie – zabytkowy neorenesansowy rzymskokatolicki kościół parafialny w Prużanie, mieście rejonowym obwodu brzeskiego Republiki Białorusi. Wzniesiony w latach 1883–1884. W latach 1939–1944 wikariuszem był tutaj późniejszy kardynał ks. Kazimierz Świątek. Zamknięty w 1946 r., w 1951 r. przebudowany na dom kultury. 1 kwietnia 1993 został zwrócony wiernym.

## Historia
Parafia w Prużanie została powołana w 1522 r.  Świątynia najprawdopodobniej uległa zniszczeniu w wojnie z Moskwą w 1660–1665.
Do połowy XIX w. w mieście funkcjonował drewniany kościół z ok. 1670 r.   W 1820 r. pojawiła się inicjatywa zbudowania nowego, najlepiej murowanego kościoła, który lepiej licowałby ze znaczeniem miasta powiatowego.  W latach pięćdziesiatych XIX stulecia zawiązał się komitet parafialny, działający pod kierunkiem miejscowych ziemian, ze szczególnym zaangażowaniem Walentego Szwykowskiego, właściciela klucza prużańskiego i marszałka powiatowego szlachty. W 1857 r. rozpoczęto budowę okazałej murowanej neorenesansowej bazyliki na miejscu dawnego drewnianego kościoła, który rozebrano. Autorem projektu był najpewniej warszawski arch. Henryk Marconi.
Pod koniec 1864 r. nieukończony gmach, w ramach represji popowstaniowych, został zarekwirowany na cele wojskowe, a wkrótce przekazany Cerkwi Prawosławnej. W 1866 r. władze zadecydowały o urządzeniu w murach kościoła cerkwi p.w. Matki Boskiej Przeczystej.
W rezultacie wieloletnich starań parafian o zwrot gmachu świątyni, w 1877-1878 generał gubernator grodzieński zezwolił na negocjacje z Cerkwią w sprawie zwrotu kosztów poniesionych przez nią na adaptację budowli. Negocjacje skończyły się jednak fiaskiem i w rezultacie powzięto decyzję o budowie nowego murowanego kościoła w innej lokalizacji, przy wykorzystaniu wyasygnowanej przez władze sumy 24889,19 rubli. Opracowano dwie wersje projektu – jeden utrzymany w formach neoromańskich, drugi - w formach neorenesansowych, oba znacznie mniej okazałe co do skali od świątyni projektu Marconiego. 17 października 1878 zatwierdzony został drugi z tych projektów, sygnowany przez inż. gubernialnego Wasilija Fiedorowicza Niebolsina i arch. gubernialnego Iwana Ignatjewicza Kalenkiewicza. W 1881 r. rozpoczęto wznoszenie kościoła, a  29 września 1883 ukończono prace i oddano budowlę rzymskokatolickim władzom duchownym. W narożniku terenu kościelnego została wzniesiona murowana dzwonnica z bramą w przyziemiu.
8 października 1884 świątynia została konsekrowana p.w. Św. Anny i Św. Karola Boromeusza przez bpa wileńskiego Karola Hryniewieckiego.
Po rozbiórce drewnianego kościoła i supresji nowo budowanego część dawnego wyposażenia trafiła do Szereszewa, które stało się lokalną składnicą rzeczy z likwidowanych parafii. W nowo zbudowanym kościele zostały ustawione barokowe ołtarze, których wcześniejsza proweniencja nie jest ustalona.  W najokazalszym ołtarzu głównym  zostały ustawione rzeźby z XVII w., przedstawiające św. patronów Rzeczypospolitej (ŚŚ. Królów Zygmunta i Wacława oraz Bpów Wojciecha i Stanisława), z których być może trzy znajdują się obecnie w Narodowym Muzeum Kultury Starobiałoruskiej w Mińsku. Na zasuwie umieszczono obraz Niepokalanego Poczęcia Najśw. Marii Panny z warszawskiej pracowni Wojciecha Gersona.
W 1886 r. wybudowano drewnianą plebanię.
W 1946 r. kościół został zamknięty przez władze sowieckie. Nabożeństwa były odprawiane w kaplicy cmentarnej. W 1951 r. budynek przeznaczono na miejski dom kultury socjalistycznej. Przekształcono go wyburzając filary i znosząc sklepienie oraz dzieląc wnętrze na dwie kondygnacje (w dolnej urządzono dużą salę widowiskową). Zmieniono też układ otworów, zburzono również dzwonnicę. Wyposażenie uległo całkowitemu zniszczeniu, m.in. ornaty i bielizna kościelna zostały oddane do przygotowania teatralnych kostiumów.
W 1991 r. podjęto próbę odzyskania kościoła. Ostateczny zwrot budowli władzom diecezjalnym nastąpił w 1993 r. Dzięki wsparciu prof. Wiktora Zina Instytut Konserwacji Zabytków Politechniki Krakowskiej nieodpłatnie przeprowadził inwentaryzację architektoniczną obiektu i sporządził dokumentację pierwszego etapu rekonstrukcji kościoła. Kościół został  gruntownie wyremontowany, ze zniesieniem przekształceń dokonanych po r. 1950.
14 września 1998 kardynał Kazimierz Świątek dokonał rekonsekracji świątyni pod tradycyjnym wezwaniem Wniebowzięcia Najświętszej Marii Panny.

## Architektura i wystrój kościoła
Prużański kościół jest przykładem dziewiętnastowiecznej świątyni reprezentującej uniwersalne formy historyzmu, z przewagą neorenesansowych.  Murowana budowla została wzniesiony na planie prostokąta. Posiada trójnawowy, trójprzęsłowy korpus i jednoprzęsłowe prezbiterium szerokości nawy głównej, zamknięte trójbocznie, po którego bokach na przedłużeniu naw bocznych znajdują się zakrystia i składzik. Wysokie, zamknięte półkoliście okna zestawione są w biforia, w przęśle fasadowym maja kształt okulusów. Bezwieżowa fasada jest w części środkowej dwukondygnacyjna, ujęta toskańskimi pilastrami na wysokich cokołach, zwieńczona trójkątnym szczytem. Na osi znajduje się portal zamknięty półkoliście, wpisany w wysoką ślepą arkadę, a w częściach bocznych – konchowe nisze. Nad prezbiterium wznosi się niska latarnia na sygnaturkę.
Nawa główna jest przekryta kolebką z lunetami. Na sklepieniu nawy i prezbiterium malowidła figuralne, częściowo zrekonstruowane w  1998 r. przez  art. kons. Łukaszewicza z Mińska.
Jedynymi elementami związanymi z przedwojennym kościołem, które przetrwały czasy sowieckie, są mensa z dawnego ołtarza Św. Antoniego oraz granitowy cokół pomnika Chrystusa Króla, który był ustawiony przed fasada kościelną. W 1998 r. ustawiono go w prezbiterium jako mensę posoborową. Do kościoła w latach dziewięćdziesiątych XX w. trafiły także dwie drewniane, wczesnobarokowe rzeźby apostołów, które zostały odnalezione w kościele par. w Szereszewie. Być może pochodzą z Berezy Kartuskiej.
Wartości artystyczne budowli
Kościół jest budowlą dużo skromniejszą niż wzniesiona w latach pięćdziesiątych XIX w. świątynia Marconiego i co do skali, i dekoracji architektonicznej, dodatkowo – względem projektu – zredukowaną o partie ornamentalne w fasadzie. Należy jednak podkreślić, że wydanie przez rząd rosyjski po represjach popowstaniowych zezwolenia na budowę w Prużanie kościoła katolickiego było na tym terenie wyjątkiem. Warunkiem były skromne rozmiary i wybór takich form, by budowla nie wyróżniała się na tle architektury miasta.